# Communauté d'agglomération du Grand Sénonais
La communauté d'agglomération du Grand Sénonais est une communauté d'agglomération française, située dans le département de l'Yonne, en région Bourgogne-Franche-Comté.

## Historique
En 1962, à l'initiative de Roger Treillé, maire de Paron, est créé le district de l'agglomération sénonaise. Il est formé de 4 communes : Sens, Paron, Saint-Clément et Maillot, auxquelles s'ajoutent Saint-Martin-du-Tertre en 1965, puis Gron et Malay-le-Grand en 1974.
En 2002, la communauté de communes du Sénonais, comprenant 8 communes avec Courtois-sur-Yonne, lui est substituée.
En 2008, Rosoy, séparée de Sens à laquelle elle était associée depuis 1973, en devient la 9e commune.
Le 1er janvier 2014, 10 communes jusqu'alors « isolées » (ne faisant partie d'aucun ÉPCI) rejoignent la communauté de communes : Collemiers, Fontaine-la-Gaillarde, Malay-le-Petit, Marsangy, Noé, Saint-Denis-lès-Sens, Saligny, Soucy, Villiers-Louis et Voisines.
Le 1er janvier 2016, la communauté de communes du Sénonais devient la communauté d'agglomération du Grand Sénonais avec, en plus, 8 communes de l'ancienne communauté de communes du Villeneuvien : Armeau, Dixmont, Étigny, Les Bordes, Passy, Rousson, Véron et Villeneuve-sur-Yonne.
La communauté d'agglomération du Grand Sénonais adhère, avec 4 communautés de communes voisines, au Pôle d’équilibre territorial et rural du nord de l'Yonne. Ce groupement est chargé des actions en matière de développement économique, les activités culturelles, le schéma de cohérence territoriale et le tourisme.

## Territoire communautaire

### Composition
La communauté d'agglomération est composée des 27 communes suivantes :

| Nom                    | Code Insee | Gentilé        | Superficie (km2) | Population (dernière pop. légale) | Densité (hab./km2) |
| ---------------------- | ---------- | -------------- | ---------------- | --------------------------------- | ------------------ |
| Sens (siège)           | 89387      | Sénonais       | 21,9             | 27 275 (2022)                     | 1 245              |
| Armeau                 | 89018      | Arméliens      | 10,31            | 759 (2022)                        | 74                 |
| Les Bordes             | 89051      | Bordais        | 18,68            | 553 (2022)                        | 30                 |
| Collemiers             | 89113      | Colombariens   | 10,7             | 661 (2022)                        | 62                 |
| Courtois-sur-Yonne     | 89127      | Courtoisiens   | 4,29             | 783 (2022)                        | 183                |
| Dixmont                | 89142      | Dixmontois     | 42,18            | 898 (2022)                        | 21                 |
| Étigny                 | 89160      | Stiniciens     | 6,86             | 752 (2022)                        | 110                |
| Fontaine-la-Gaillarde  | 89172      | Fontainois     | 10,61            | 518 (2022)                        | 49                 |
| Gron                   | 89195      | Gronois        | 11,73            | 1 260 (2022)                      | 107                |
| Maillot                | 89236      | Maillotins     | 6,17             | 1 271 (2022)                      | 206                |
| Malay-le-Grand         | 89239      | Malaysiens     | 21,8             | 1 635 (2022)                      | 75                 |
| Malay-le-Petit         | 89240      | Malaisiens     | 11,04            | 310 (2022)                        | 28                 |
| Marsangy               | 89245      | Maximiacusiens | 14,68            | 858 (2022)                        | 58                 |
| Noé                    | 89278      | Noésiens       | 8,55             | 563 (2022)                        | 66                 |
| Paron                  | 89287      | Paronnais      | 10,51            | 4 855 (2022)                      | 462                |
| Passy                  | 89291      | Passycois      | 5,74             | 329 (2022)                        | 57                 |
| Rosoy                  | 89326      | Rosaltiens     | 5,96             | 1 077 (2022)                      | 181                |
| Rousson                | 89327      | Roussonnais    | 5,62             | 386 (2022)                        | 69                 |
| Saint-Clément          | 89338      | Clémentins     | 8,47             | 2 813 (2022)                      | 332                |
| Saint-Denis-lès-Sens   | 89342      | Dionysiens     | 6,73             | 624 (2022)                        | 93                 |
| Saint-Martin-du-Tertre | 89354      | Martinots      | 6,91             | 1 553 (2022)                      | 225                |
| Saligny                | 89373      | Salignats      | 9,99             | 658 (2022)                        | 66                 |
| Soucy                  | 89399      | Souciats       | 21,62            | 1 546 (2022)                      | 72                 |
| Véron                  | 89443      | Véronais       | 15,91            | 1 853 (2022)                      | 116                |
| Villeneuve-sur-Yonne   | 89464      | Villeneuviens  | 40               | 5 130 (2022)                      | 128                |
| Villiers-Louis         | 89471      | Villersois     | 11,07            | 463 (2022)                        | 42                 |
| Voisines               | 89483      | Voisinats      | 27,12            | 528 (2022)                        | 19                 |

### Démographie
| 1968   | 1975   | 1982   | 1990   | 1999   | 2009   | 2014   | 2020   |
| ------ | ------ | ------ | ------ | ------ | ------ | ------ | ------ |
| 41 292 | 47 066 | 50 775 | 53 979 | 56 294 | 57 600 | 58 183 | 59 349 |

## Administration

### Siège
Le siège de la communauté de communes est situé à Sens.

### Conseil communautaire
Le conseil communautaire de la communauté d'agglomération se compose de 61 conseillers, représentant chacune des communes membres et élus pour une durée de six ans.
Ils sont répartis comme suit :
| Nombre de conseillers | Communes               |
| --------------------- | ---------------------- |
| 26                    | Sens                   |
| 5                     | Villeneuve-sur-Yonne   |
| 4                     | Paron                  |
| 2                     | Saint-Clément, Véron   |
| 1 (+1 suppléant)      | les 22 autres communes |

### Présidence
La communauté d'agglomération est présidée par Marie-Louise Fort (LR) depuis le 17 avril 2014. Celle-ci est réélue présidente le 8 juillet 2020 à la suite des élections municipales et communautaires de 2020.
| Période   | Période            | Identité          | Étiquette    | Qualité                                      |
| --------- | ------------------ | ----------------- | ------------ | -------------------------------------------- |
| 1962      | 1977               | Roger Treillé     |              | Maire de Paron                               |
| 1977      | 1979               | Pierre Lavergne   |              | Maire de Sens                                |
| 1979      | 1989               | Roger Treillé     |              | Maire de Paron                               |
| 1989      | 1992               | Etienne Braun     | UDF-PR       | Maire de Sens, conseiller général            |
| 1992      | 2008               | Marie-Louise Fort | UMP          | Adjointe au maire de Saint-Clément           |
| 2008      | 2014               | Gilles Pirman     | UMP          | Maire de Saint-Clément, conseiller général   |
| 2014      | sept. 2022 (décès) | Marie-Louise Fort | UMP, puis LR | Maire de Sens Députée de l'Yonne (2007-2017) |
| oct. 2022 | En cours           | Marc Botin        | SE           | Maire de Dixmont                             |

### Compétences
Obligatoires :
- Aménagement de l'espace
- Développement économique

Optionnelles :
- Environnement
- Politique du logement et du cadre de vie
- Voirie
- Équipements culturels et sportifs

### Régime fiscal
Le régime fiscal de la communauté d'agglomération est la fiscalité professionnelle unique (FPU).

## Projets et réalisations
En 2013, le grand sénonais se dote d'une aire d'accueil des gens du voyage conforme aux normes.
En 2019, la communauté d'agglomération décide de la construction d'un « centre culturel et cultuel », remplaçant notamment l'ancienne mosquée devenue trop exiguë et incapable d'accueillir les fidèles dans des conditions décentes. Le projet est approuvé par le conseil de la communauté d'agglomération le 28 mars. Un emplacement à l'extrémité du quartier des champs plaisants est choisi, notamment puisqu'une majorité des fidèles y vivent.